# Yuba City Racquet Club Challenger 2009
Lo Yuba City Racquet Club Challenger 2009, noto come Sunset Moulding YCRC Challenger 2009 per motivi di sponsorizzazione, è stato un torneo professionistico di tennis maschile giocato sul cemento. È stata la 5ª e ultima edizione del torneo e faceva parte dell'ATP Challenger Tour 2009. Si è svolta dal 1º al 7 giugno 2009 allo Yuba City Racquet Club di Yuba City, negli Stati Uniti.

## Partecipanti

### Teste di serie
| Nazionalità | Giocatore          | Ranking* | Testa di serie |
| ----------- | ------------------ | -------- | -------------- |
| Stati Uniti | Vince Spadea       | 105      | 1              |
| Thailandia  | Danai Udomchoke    | 124      | 2              |
| Stati Uniti | Alex Bogomolov Jr. | 156      | 3              |
| Stati Uniti | Donald Young       | 162      | 4              |
| Stati Uniti | Michael Russell    | 166      | 5              |
| Stati Uniti | Sam Warburg        | 192      | 6              |
| Australia   | Carsten Ball       | 197      | 7              |
| Stati Uniti | Todd Widom         | 218      | 8              |

- Ranking al 25 maggio 2009.

### Altri partecipanti
Giocatori che hanno ricevuto una wild card:
- Nicholas John Andrews
- Ryan Harrison
- Cecil Mamiit
- Jesse Witten

Giocatori passati dalle qualificazioni:
- Adam Feeney
- Alex Kuznetsov
- Tim Smyczek
- Fritz Wolmarans

## Campioni

### Singolare
Ryler DeHeart ha battuto in finale  Carsten Ball con il punteggio di 6–2, 3–6, 7–5

### Doppio
Carsten Ball /  Travis Rettenmaier hanno battuto in finale  Adam Feeney /  Nathan Healey con il punteggio di 6–3, 6–4